# ケプラー5
ケプラー5 (英語: Kepler-5) は宇宙望遠鏡ケプラーの視野の範囲内である、はくちょう座に位置する恒星である。NASAのケプラー・ミッションで、恒星の前を通過する軌道を公転している木星のような太陽系外惑星(ケプラー5b)が発見されている。ケプラー5bはケプラーが発見した最初の5つの惑星のうちの1つである。その発見は様々な天文台で確かめられたうえで、2010年1月4日にアメリカ天文学会 第215回会合にて正式に発表された。ケプラー5は太陽より大きく、重いが、太陽に似た金属量を持つ。

## 命名と歴史
ケプラー5はケプラー・ミッション開始から5番目に、惑星が恒星面を通過することが確認されたことによりこの名称が付いた。惑星ケプラー5bはケプラーが最初に発見した他の4つの太陽系外惑星(ケプラー4b・ケプラー6b・ケプラー7b・ケプラー8b)と試験観測として使用された3つの惑星(TrES-2・HAT-P-7b・HAT-P-11b)の観測記録と共にワシントンD.C.で開かれたアメリカ天文学会 第215回会合にて公表された。
ケプラーによるケプラー5bの発見はハワイ、マウナケアのW・M・ケック天文台、テキサス州のマクドナルド天文台、カリフォルニア州のパロマー天文台とリック天文台、MMT天文台、WIYN天文台、アリゾナ州のホイップル天文台そしてカナリア諸島のロケ・デ・ロス・ムチャーチョス天文台によって再確認された。

## 特徴
| 太陽 | ケプラー5 |
| ---- | --------- |
| 太陽 | Exoplanet |

ケプラー5は太陽の1.374(±0.056)倍の質量、1.793(±0.053)倍の半径を持つ太陽に似た恒星である。[Fe/H]=0.04(±0.06)の金属量を持ち、これはケプラー5が太陽と同じぐらいの重元素を含むことを示している。そのため、ケプラー5に惑星が存在する可能性は高かった。ケプラー5の有効温度は、太陽 (5778 K) より高い 6297(±60) K である。ケプラー5の視等級は13.9等と暗い為、肉眼では確認できない。

## 惑星系

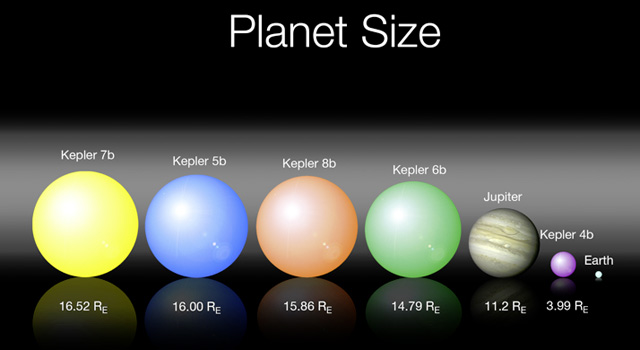
ケプラーによって初めて発見された5つの太陽系外惑星の大きさの比較。この中でケプラー5b(青色)は2番目に大きい。

ケプラー5bの質量は 2.114 MJ、半径は 1.413 RJ である。つまりケプラー5bは木星の2倍以上重いが、木星より3分の1ほど大きい半径を持つ。ケプラー5bは3.5485日周期でケプラー5を公転しており、ケプラー5からの距離は 0.05064 au と非常に近いため、ホット・ジュピターと呼ばれる分類に属する。水星 (太陽から 0.3871 au の距離を87.97日で公転) と比較しても主星に非常に近いことが分かる。この惑星の軌道離心率の推定値は0である。
| 名称 （恒星に近い順） | 質量     | 軌道長半径 （天文単位） | 公転周期 (日) | 軌道離心率 | 軌道傾斜角 | 半径     |
| --------------------- | -------- | ----------------------- | ------------- | ---------- | ---------- | -------- |
| b                     | 2.114 MJ | 0.05064                 | 3.5485        | 0          | 86.3°      | 1.431 RJ |